# Kernouës
Kernouës é uma comuna francesa na região administrativa da Bretanha, no departamento Finisterra. Estende-se por uma área de 7,76 km². Em 2010 a comuna tinha 692 habitantes (densidade: 89,2 hab./km²).